# Clubiona pteronetoides
Clubiona pteronetoides är en spindelart som beskrevs av Christa L. Deeleman-Reinhold 200. Clubiona pteronetoides ingår i släktet Clubiona och familjen säckspindlar.
Artens utbredningsområde är Thailand. Inga underarter finns listade i Catalogue of Life.